# Silke Vanwynsberghe
Silke Vanwynsberghe (25 aprile 1997) è una calciatrice belga, difensore dell'Anderlecht.

## Carriera

### Club
Silke Vanwynsberghe inizia a giocare in con il Lierse dalla stagione 2013-2014 ma la prima parte della sua carriera è funestata da diversi infortuni che ne limitano l'impiego. Rimane con il Lierse fino al termine della stagione 2015-2016 e dopo un periodo di inattività nella sessione invernale di calciomercato si trasferisce al Gent con il quale affronta le stagioni successive.
Con il nuovo club alla sua prima stagione condivide con le compagne la conquista della Coppa del Belgio, primo trofeo importante per la società con sede a Gand.

### Nazionale
Vanwynsberghe inizia ad essere convocata dalla federazione calcistica del Belgio nel 2012, inserita in rosa con il ruolo di attaccante dall'allora tecnico Joëlle Piron nella formazione Under-17 che affronta le qualificazioni dell'edizione 2013 del Campionato europeo di categoria e debuttando il 21 ottobre 2012 nell'incontro in cui la sua squadra si impone per 9-0 sulle avversarie pari età della Bulgaria. Il suo impiego nella U-17 si limita a quella presenza dove al 41' marca anche la rete del parziale 4-0 per le belghe.
Nel 2014 viene inserita in rosa con il ruolo di difensore dall'allora responsabile tecnico Kristiaan Van der Haegen nella formazione Under-19 che affronta le qualificazioni dell'Europeo di Israele 2015. Fa il suo debutto nel torneo il 15 settembre 2014, in occasione del secondo incontro della prima fase di qualificazione del gruppo 9, dove la sua squadra termina imbattuta al primo posto ma che nella fase élite deve accontentarsi della seconda posizione dietro alla Germania e a pari merito con la Scozia, non riuscendo a conquistare l'ultimo posto vacante come migliore seconda del torneo, assegnato alla Norvegia. Vanwynsberghe gioca complessivamente cinque incontri.
Per la sua chiamata in nazionale maggiore deve attendere il 2018 quando il ct Ives Serneels la convoca per le partite di qualificazione al campionato mondiale 2019 contro la Romania e l'Italia, in programma, rispettivamente, il 31 agosto e il 4 settembre 2018.

## Palmarès

### Club
- Campionato belga: 2

Anderlecht: 2022-2023, 2023-2024
- Coppa del Belgio: 2

Gent: 2016-2017, 2018-2019

### Nazionale
- Pinatar Cup: 1

2022